# Krystyna Eberhardyna Hohenzollernówna
Krystyna Eberhardyna Hohenzollernówna (Bayreucka), niem. Christiane Eberhardine von Brandenburg-Bayreuth (ur. 29 grudnia 1671 w Bayreuth, zm. 5 września 1727 w Pretzsch (Elbe)) – niekoronowana królowa Polski, żona Augusta II.

## Życiorys
Była najstarszą córką margrabiego Bayreuth – Krystiana Ernesta i jego żony Zofii Luizy.
Wychowywana była na gorliwą luterankę, która katolicyzm uważała za rzymski obłęd. W 1686 r. poznała Fryderyka Augusta I, syna elektora saskiego. Od początku chciała, aby młody Wettyn został jej mężem. Jej matka, Zofia Luiza starała się zapobiec temu małżeństwu. Jednak po długich negocjacjach, 20 stycznia 1693 r. w Bayreuth doszło do ślubu ich obojga.
17 października 1696 r. urodziło się ich jedyne wspólne dziecko – późniejszy August III. W 1697 r. mąż Krystyny został królem Polski. Wtedy nastąpiła rozłąka małżonków, ponieważ August przeszedł na katolicyzm, a Krystyna nie chciała tego zrobić. Nigdy nie była też koronowana na królową Polski i nigdy do Polski nie przyjechała – warunkiem było jej przejście na katolicyzm. Była osamotniona, stale podupadała na zdrowiu. W 1719 spotkała się w Pirnau z synem i jego żoną – Marią Józefą Habsburżanką, gorliwą katoliczką, natomiast w kwietniu 1727 na kilka miesięcy przed śmiercią ostatni raz zobaczyła męża.
Zmarła 5 września 1727 r. w Pretzsch (Elbe), gdzie została pochowana. Mimo braku koronacji do końca życia zachowała tytuł królowej Polski. Na uroczystości pogrzebowe Jan Sebastian Bach skomponował kantatę Lass Fürstin, lass noch einen Strahl, zwaną Trauer Ode, Odą żałobną (BWV 198). Autorem tekstu kantaty jest Johann Christoph Gottsched.

## Galeria

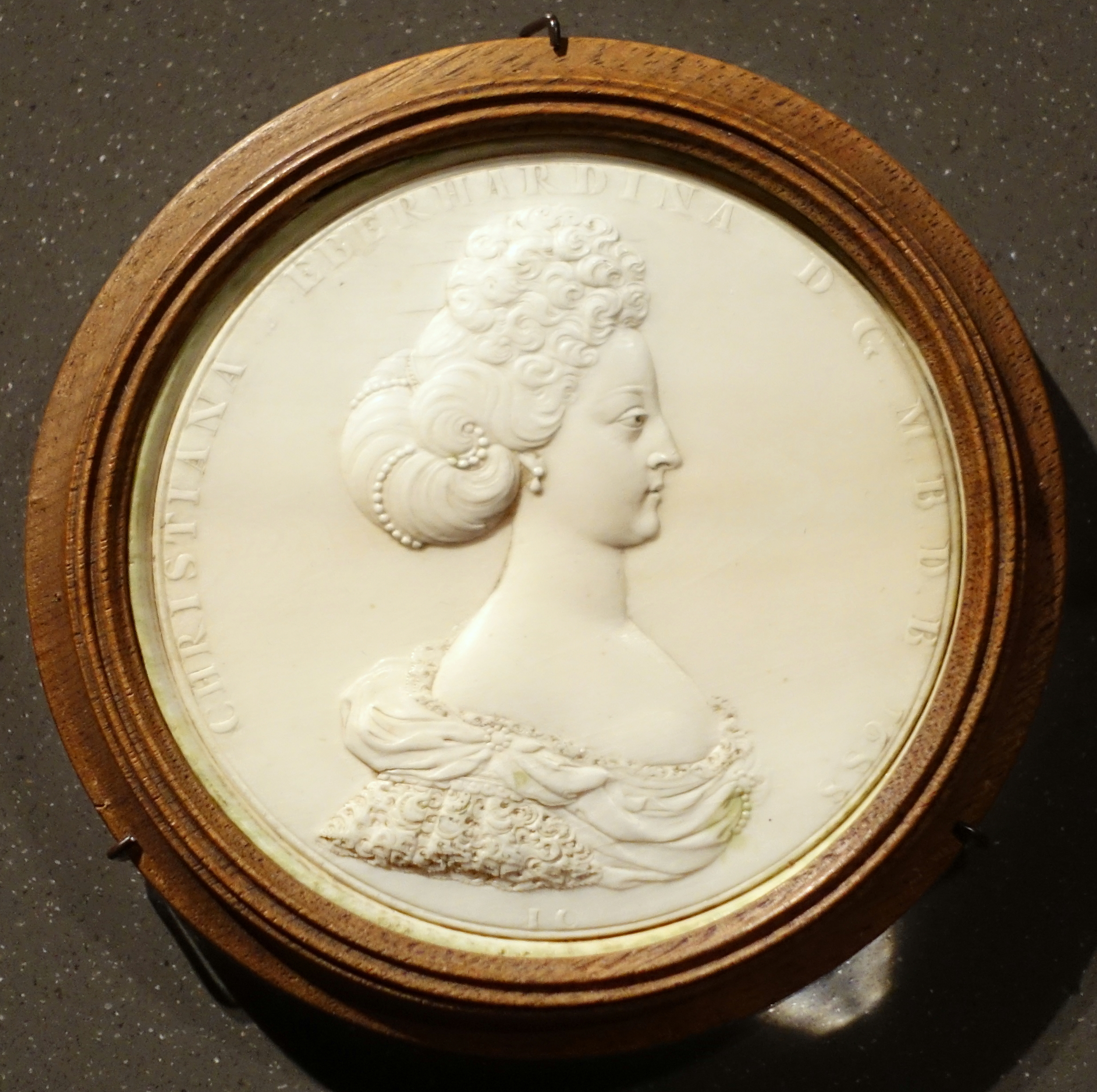
Jean Cavalier, Wizerunek Krystyny Eberhardyny z 1688 roku
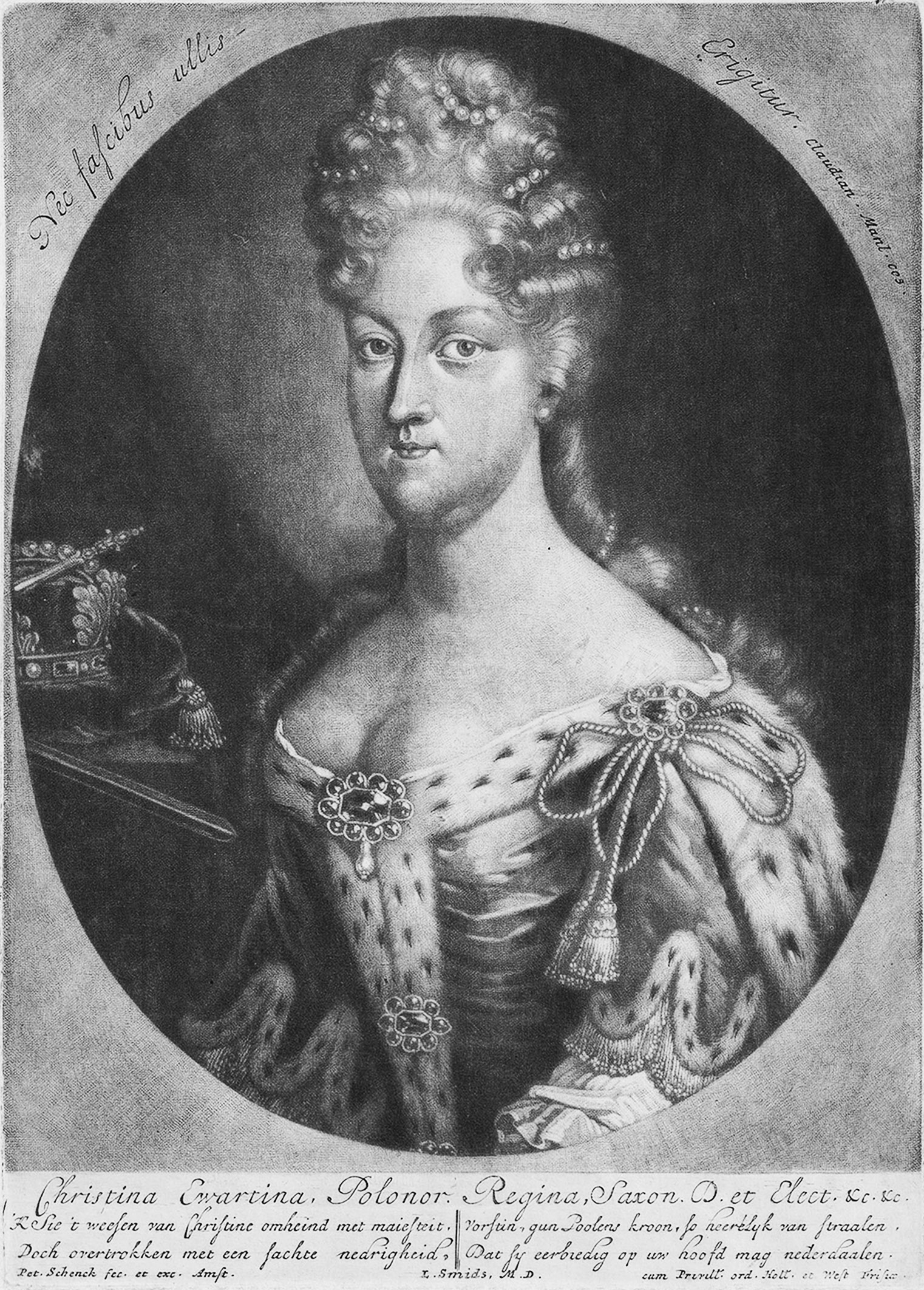
Pieter Schenk, Krystyna Eberhardyna
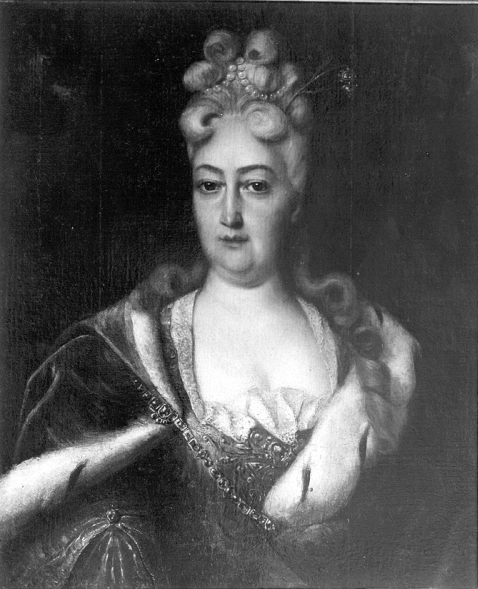
Jan Kupecký, Portret Krystyny Eberhardyny
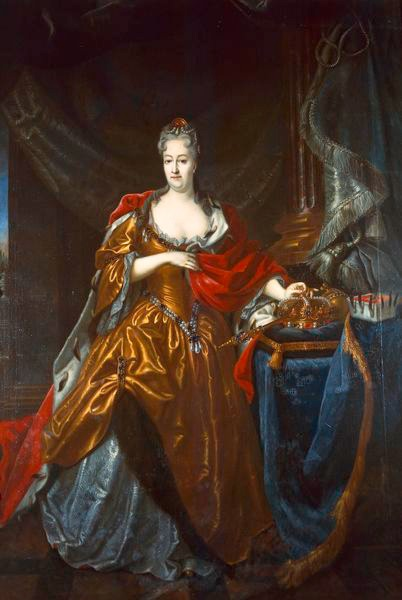
Louis de Silvestre, Portret Krystyny Eberhardyny

## Genealogia
| Prapradziadkowie                              | elektor Brandenburgii Jan Jerzy Hohenzollern (1525-1598) ∞1577 Elżbieta Anhalcka (1563-1607)                              | książę Prus Albrecht Fryderyk Hohenzollern (1553-1618) ∞1573 Maria Eleonora Jülich-Kleve-Berg (1550-1608)                 | elektor Brandenburgii Jan Jerzy Hohenzollern (1525-1598) ∞1577 Elżbieta Anhalcka (1563-1607)                              | Jan Jerzy Solms-Laubach (?-?) ∞? Małgorzata Schönburg-Glauchau (?-?)                                                      | Fryderyk I Wirtemberg (1587-1608) ∞1581 Sybilla Anhalcka (1564-1614)                                  | elektor Brandenburgii Joachim Fryderyk Hohenzollern (1546-1648) ∞1570 Katarzyna Hohenzollern (Brandenburg-Küstrin) (1549–1602) | Otto Salm-Kyrburg (?-?) ∞? Otylia Nassau-Weilburg (?-?)                                               | Jan Jerzy Solms-Laubach (?-?) ∞? Małgorzata Schönburg-Glauchau (?-?)                                  |
| Pradziadkowie                                 | Krystian Hohenzollern (Brandenburg-Bayreuth) (1581-1655) ∞1604 Maria Hohenzollern (1579–1649)                             | Krystian Hohenzollern (Brandenburg-Bayreuth) (1581-1655) ∞1604 Maria Hohenzollern (1579–1649)                             | Joachim Ernest Hohenzollern (Brandenburg-Ansbach) (1583-1625) ∞1612 Zofia Solms-Laubach (1594-1651)                       | Joachim Ernest Hohenzollern (Brandenburg-Ansbach) (1583-1625) ∞1612 Zofia Solms-Laubach (1594-1651)                       | książę Wirtembergii Jan Fryderyk Wirtemberg (1659-1732) ∞1609 Barbara Zofia Hohenzollern (1584-1636)  | książę Wirtembergii Jan Fryderyk Wirtemberg (1659-1732) ∞1609 Barbara Zofia Hohenzollern (1584-1636)                           | Jan Kazimierz Salm-Kyrburg (?-?) ∞? Dorota Solms-Laubach (?-?)                                        | Jan Kazimierz Salm-Kyrburg (?-?) ∞? Dorota Solms-Laubach (?-?)                                        |
| Dziadkowie                                    | Erdmann August Hohenzollern (Brandenburg-Bayreuth) (1615-1651) ∞1641 Zofia Hohenzollern (Brandenburg-Ansbach) (1614–1646) | Erdmann August Hohenzollern (Brandenburg-Bayreuth) (1615-1651) ∞1641 Zofia Hohenzollern (Brandenburg-Ansbach) (1614–1646) | Erdmann August Hohenzollern (Brandenburg-Bayreuth) (1615-1651) ∞1641 Zofia Hohenzollern (Brandenburg-Ansbach) (1614–1646) | Erdmann August Hohenzollern (Brandenburg-Bayreuth) (1615-1651) ∞1641 Zofia Hohenzollern (Brandenburg-Ansbach) (1614–1646) | książę Wirtembergii Eberhard III Wirtemberg (1614-1674) ∞1637 Anna Katharina Salm-Kyrburg (1614-1655) | książę Wirtembergii Eberhard III Wirtemberg (1614-1674) ∞1637 Anna Katharina Salm-Kyrburg (1614-1655)                          | książę Wirtembergii Eberhard III Wirtemberg (1614-1674) ∞1637 Anna Katharina Salm-Kyrburg (1614-1655) | książę Wirtembergii Eberhard III Wirtemberg (1614-1674) ∞1637 Anna Katharina Salm-Kyrburg (1614-1655) |
| Rodzice                                       | Krystian Ernest Hohenzollern (1644-1712) ∞1671 Zofia Luiza Wirtemberg (1642-1702)                                         | Krystian Ernest Hohenzollern (1644-1712) ∞1671 Zofia Luiza Wirtemberg (1642-1702)                                         | Krystian Ernest Hohenzollern (1644-1712) ∞1671 Zofia Luiza Wirtemberg (1642-1702)                                         | Krystian Ernest Hohenzollern (1644-1712) ∞1671 Zofia Luiza Wirtemberg (1642-1702)                                         | Krystian Ernest Hohenzollern (1644-1712) ∞1671 Zofia Luiza Wirtemberg (1642-1702)                     | Krystian Ernest Hohenzollern (1644-1712) ∞1671 Zofia Luiza Wirtemberg (1642-1702)                                              | Krystian Ernest Hohenzollern (1644-1712) ∞1671 Zofia Luiza Wirtemberg (1642-1702)                     | Krystian Ernest Hohenzollern (1644-1712) ∞1671 Zofia Luiza Wirtemberg (1642-1702)                     |
| Krystyna Eberhardyna Hohenzollern (1671-1727) | | | | | | | | |